# 21 cm GrW 69
21 cm GrW 69 (Granatwerfer 69) とは、第二次世界大戦でドイツ国防軍が使用した重迫撃砲である。この迫撃砲は別名GR 19やB 19という名称でも知られている。戦争末期の火砲不足を補うため、比較的容易に生産・運用できる代用重砲として企図された。
試作品はシュコダによって22 cm sGrW B14として作られたが、既存の砲弾を利用するように陸軍総司令部の要請で21cmとして再設計された。
発砲位置では、車輪は半円形のレールに載った台に固定される。底板はボールジョイントで固定され砲身を左右に振ることができた。砲身は二本の直立した足にピニオンラックで固定され、上下に移動する様になっていた。
砲弾は軽榴弾（85kg）と重榴弾（110kg）の二種類があった。